# Mexcala monstrata
Mexcala monstrata är en spindelart som beskrevs av Wesolowska, van Harten 1994. Mexcala monstrata ingår i släktet Mexcala och familjen hoppspindlar. Inga underarter finns listade i Catalogue of Life.